# کلاس بریئور
کلاس بریئور (هلندی: Klaas Breeuwer; ۲۵ نوامبر ۱۹۰۱ – ۲۴ آوریل ۱۹۶۱) بازیکن فوتبال اهل هلند بود.
وی همچنین در تیم ملی فوتبال هلند بازی کرده‌است.